# Power and the passion
Power and the passion is het vierde studioalbum van de Duitse muziekgroep Eloy. Het album is opgenomen in de Tonstudio Nedelschev in Keulen gedurende de maanden juni, juli en augustus van 1975. Eloy werkte langzaam naar hun eigen stijl toe, die later succesvol bleek. Er gaan geruchten dat het eerste een dubbelelpee zou worden, maar gezien het materiaal dat op het album verscheen sprak dat tegen. De formule van Eloy is nog niet geheel uitgewerkt op dit album. Er zitten in vergelijking tot de later albums nog scherpe randjes aan de muziek. Succes had echter schaduwkant; de toenmalige manager dreef de groep uiteen zodat de leider van de band Bornemann tegenover de rest van de band kwam te staan. De band viel uiteen; het volgend album werd opgenomen met geheel andere musici naar Bornemann. Eloy trad even op zonder Bornemann, maar dat was geen succes. Het album vermeldde dat onder de toetsinstrumenten zich een mellotron bevond; deze is echter niet te horen op het album.
Het conceptalbum gaat over tijdreizen; de hoofdpersoon Jamie gaat terug naar 1358 al waar hij genietend van een joint zijn vriendin Jeanne spreekt. De rol van Jeanne werd ingesproken door Mary Davis-Smith.
Het album verscheen in 1989 op compact disc; een betere versie kwam in 2000 met een bonustrack.

## Musici
- Frank Bornemann — gitaar, zang, percussie
- Detlev Schwaar - gitaar
- Fritz Randow — slagwerk, akoestische gitaar, percussie, dwarsfluit;
- Luitjen Janssen — basgitaar
- Manfred Wieczorke — orgel, gitaar, zang, percussie

## Tracklist
Allen door Eloy, teksten door Bornemann en Gordon Bennit.

| Nr. | Titel                   | Duur  |
| --- | ----------------------- | ----- |
| 1.  | Introduction            | 1:10  |
| 2.  | Journey to 1358         | 2:56  |
| 3.  | Love over six centuries | 10:05 |
| 4.  | Mutiny                  | 9:07  |

| Nr. | Titel                   | Duur |
| --- | ----------------------- | ---- |
| 1.  | Imprisonement           | 3:12 |
| 2.  | Daylight                | 2:38 |
| 3.  | Thought of home         | 1:04 |
| 4.  | The zani magician       | 2:38 |
| 5.  | Back to the present     | 3:07 |
| 6.  | The bells of Notre Dame | 6;26 |

| Nr. | Titel                   | Duur |
| --- | ----------------------- | ---- |
| 11. | The bells of Notre Dame | 6:34 |